# Planetella americana
Planetella americana är en tvåvingeart som först beskrevs av Ephraim Porter Felt 1907.  Planetella americana ingår i släktet Planetella och familjen gallmyggor.
Artens utbredningsområde är New York. Inga underarter finns listade i Catalogue of Life.